# Fête de l'Évacuation (Syrie)
La fête de l'Évacuation (en arabe : عيد الجلاء, romanisé en ʿīd al-jalāʾ) est une fête nationale de la Syrie, célébrée le 17 avril et commémorant la fin du mandat français dans le pays et au Liban, l'évacuation des dernières troupes françaises de Syrie en 1946 et l'indépendance de la Syrie vis-à-vis de la France,,.